# Балачко
Балачко је биће из српског народног вјеровања. То је био троглави див у служби леђанског краља Михаила. Из једне главе је избијао модар пламен, а из друге хладан вјетар. Кад би потрошио оба оружја, и вјетар и ватру, било му је потребно извјесно вријеме док их поново сакупи. Тада је без заштите, па га је ласно убити. То је у двобоју учинио јунак Милош Војиновић, кад је Балачко покушао да преотме принцезу Роксанду, невјесту српског цара Душана.